# La Roche-en-Brenil
Pour les articles homonymes, voir La Roche.
La Roche-en-Brenil est une commune française située dans le département de la Côte-d'Or en région Bourgogne-Franche-Comté à 240 km au sud-est de Paris.

## Géographie
La Roche-en-Brenil se situe dans le Morvan. Elle possède plusieurs hameaux : (du nord au sud) Vernon, Clermont, Chamont, Bierre-en-Morvan, Pothenée, Champagné, Chênesaint, Lavernois, le Crossaint, Montmilien, Romeneau et le Boulois.

### Hydrographie
La Romanée, l'Argentalet, le ruisseau de la Vente... sont les principaux cours d'eau parcourant la commune, laquelle compte de nombreux étangs.

### Climat
Pour des articles plus généraux, voir Climat de la Bourgogne-Franche-Comté et Climat de la Côte-d'Or.
En 2010, le climat de la commune est de type climat des marges montargnardes, selon une étude du Centre national de la recherche scientifique s'appuyant sur une série de données couvrant la période 1971-2000. En 2020, Météo-France publie une typologie des climats de la France métropolitaine dans laquelle la commune est exposée à un climat océanique altéré et est dans la région climatique  Lorraine, plateau de Langres, Morvan, caractérisée par un hiver rude (1,5 °C), des vents modérés et des brouillards fréquents en automne et hiver. 
Pour la période 1971-2000, la température annuelle moyenne est de 9,7 °C, avec une amplitude thermique annuelle de 15,7 °C. Le cumul annuel moyen de précipitations est de 1 010 mm, avec 13,4 jours de précipitations en janvier et 8,8 jours en juillet. Pour la période 1991-2020, la température moyenne annuelle observée sur la station météorologique de Météo-France la plus proche, « Saint-Leger Vauban », sur la commune de Saint-Léger-Vauban à 10 km à vol d'oiseau, est de 10,2 °C et le cumul annuel moyen de précipitations est de 1 148,1 mm,. Pour l'avenir, les paramètres climatiques de la commune estimés pour 2050 selon différents scénarios d'émission de gaz à effet de serre sont consultables sur un site dédié publié par Météo-France en novembre 2022.

## Urbanisme

### Typologie
Au 1er janvier 2024, La Roche-en-Brenil est catégorisée commune rurale à habitat dispersé, selon la nouvelle grille communale de densité à 7 niveaux définie par l'Insee en 2022.
Elle est située hors unité urbaine et hors attraction des villes,.

### Occupation des sols
L'occupation des sols de la commune, telle qu'elle ressort de la base de données européenne d’occupation biophysique des sols Corine Land Cover (CLC), est marquée par l'importance des forêts et milieux semi-naturels (50 % en 2018), une proportion sensiblement équivalente à celle de 1990 (49,7 %). La répartition détaillée en 2018 est la suivante : 
forêts (46,6 %), prairies (31,9 %), terres arables (8,4 %), zones agricoles hétérogènes (6,3 %), milieux à végétation arbustive et/ou herbacée (3,4 %), zones urbanisées (1,1 %), eaux continentales (1 %), zones industrielles ou commerciales et réseaux de communication (0,7 %), mines, décharges et chantiers (0,5 %). L'évolution de l’occupation des sols de la commune et de ses infrastructures peut être observée sur les différentes représentations cartographiques du territoire : la carte de Cassini (XVIIIe siècle), la carte d'état-major (1820-1866) et les cartes ou photos aériennes de l'IGN pour la période actuelle (1950 à aujourd'hui).

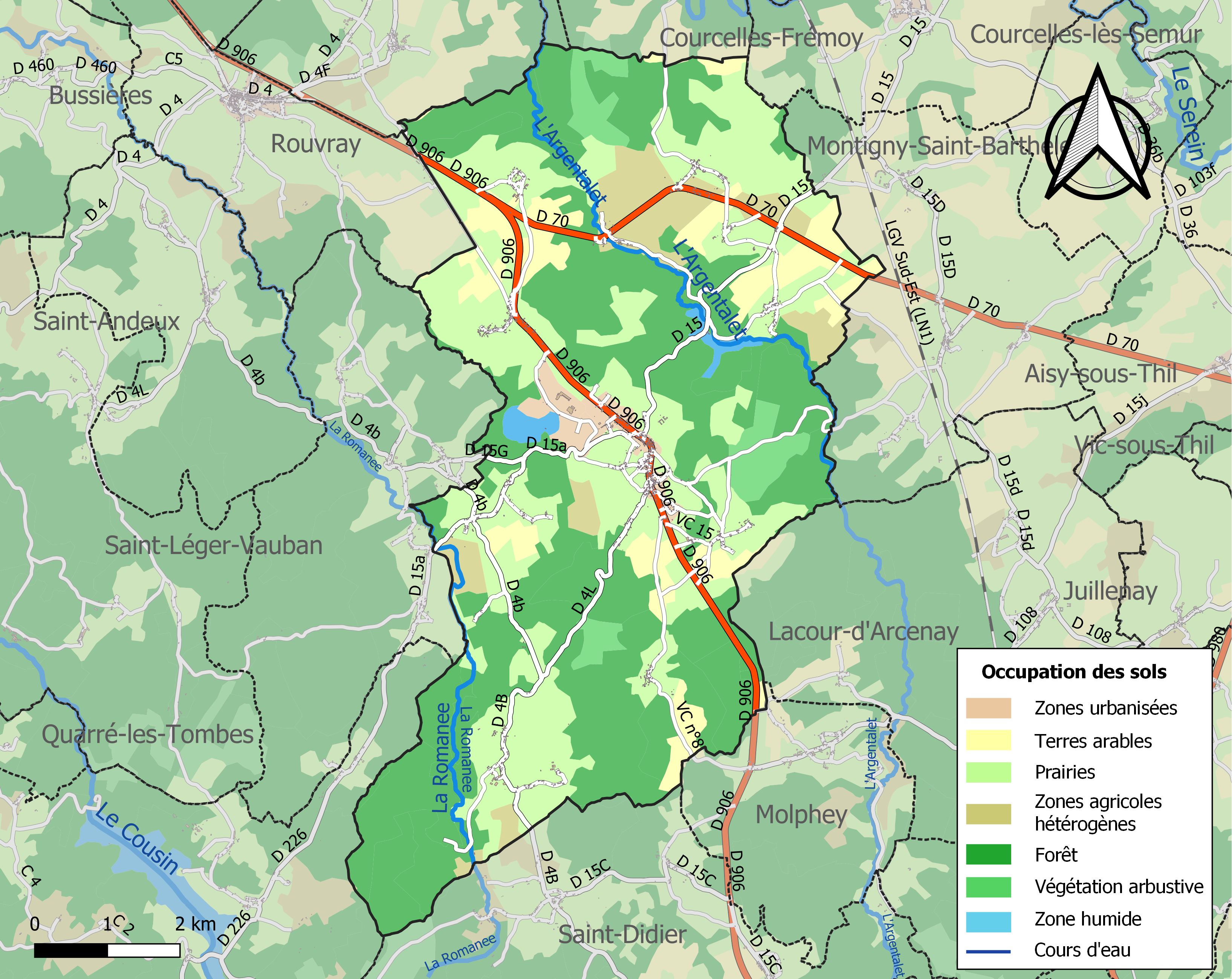
Carte des infrastructures et de l'occupation des sols de la commune en 2018 (CLC).

## Politique et administration
| Période                                  | Période   | Identité               | Étiquette | Qualité    |
| ---------------------------------------- | --------- | ---------------------- | --------- | ---------- |
| mars 1959                                | mars 1989 | André Brenot           |           |            |
| mars 1989                                | mars 1995 | Michel Bravin          | DVD       |            |
| mars 1995                                | mars 2014 | Gilles de Montalembert | UDI       |            |
| mars 2014                                | Mai 2020  | Bernard Perreau        | DVD       | Commerçant |
| juin 2020                                | en cours  | Joël Soilly            | DVD       | Cadre SNCF |
| Les données manquantes sont à compléter. |           |                        |           |            |

## Démographie
L'évolution du nombre d'habitants est connue à travers les recensements de la population effectués dans la commune depuis 1793. Pour les communes de moins de 10 000 habitants, une enquête de recensement portant sur toute la population est réalisée tous les cinq ans, les populations de référence des années intermédiaires étant quant à elles estimées par interpolation ou extrapolation. Pour la commune, le premier recensement exhaustif entrant dans le cadre du nouveau dispositif a été réalisé en 2005.

En 2022, la commune comptait 909 habitants, en évolution de +3,77 % par rapport à 2016 (Côte-d'Or : +0,82 %, France hors Mayotte : +2,11 %).
| 1793  | 1800  | 1806  | 1821  | 1836  | 1841  | 1846  | 1851  | 1856  |
| ----- | ----- | ----- | ----- | ----- | ----- | ----- | ----- | ----- |
| 1 811 | 1 837 | 1 802 | 2 063 | 2 282 | 2 459 | 2 499 | 2 449 | 2 323 |

| 1861  | 1866  | 1872  | 1876  | 1881  | 1886  | 1891  | 1896  | 1901  |
| ----- | ----- | ----- | ----- | ----- | ----- | ----- | ----- | ----- |
| 2 273 | 2 202 | 2 284 | 2 231 | 2 203 | 2 167 | 2 124 | 2 041 | 1 756 |

| 1906  | 1911  | 1921  | 1926  | 1931  | 1936  | 1946  | 1954  | 1962  |
| ----- | ----- | ----- | ----- | ----- | ----- | ----- | ----- | ----- |
| 1 764 | 1 790 | 1 536 | 1 428 | 1 410 | 1 455 | 1 330 | 1 290 | 1 277 |

| 1968  | 1975  | 1982  | 1990 | 1999 | 2005 | 2006 | 2010 | 2015 |
| ----- | ----- | ----- | ---- | ---- | ---- | ---- | ---- | ---- |
| 1 143 | 1 082 | 1 066 | 890  | 891  | 916  | 924  | 898  | 890  |

| 2020 | 2022 | - | - | - | - | - | - | - |
| ---- | ---- | - | - | - | - | - | - | - |
| 899  | 909  | - | - | - | - | - | - | - |

## Culture locale et patrimoine

### Lieux et monuments
- Le Poron-Meurger ou Roche du Diable. Il s'agit d'un amas d'énormes pierres granitiques d'environ 50 m de long, dans un bois à proximité du village ; la légende en attribue l'origine au diable, dont les empreintes seraient visibles dans la roche[16].
- L'Association Hôtel de la Gare[17],[18], association loi de 1901, qui propose un lieu convivial, multiculturel et multigénérationnel et accessible à tou.tes. Plusieurs activités y sont proposées : café associatif avec évènements (concerts, conférences, projections, théâtre, contes, jeux de société, fléchettes…), du yoga, un Bistro Tricot, des sorties et ateliers autour de l'ornithologie, etc.

### Personnalités liées à la commune
- Charles Forbes, comte de Montalembert (1810-1870), Pair de France et homme politique.

Né au lendemain de la Révolution française dans une société en pleine mutation, il prend pour devise : « Ni espoir, ni peur ». Pour lui-même et pour son siècle, il ne veut ni de « l’espoir » qui projette sur le futur les formes du passé, ni de la « peur » qui interdit de les quitter. Charles de Montalembert lutta toute sa vie pour la défense des libertés civiles, politiques et religieuses, et pour le droit des peuples à disposer d’eux-mêmes. Issu d’une famille de militaires, il choisit pour son combat les armes de la parole plutôt que celles de la guerre. Avec ses amis Lacordaire et de Coux, à 20 ans, il fonde l’École Libre. Fervent défenseur du régime parlementaire, il siège tout d’abord à la Cour des Pairs, puis à l’Assemblée nationale comme élu du département du Doubs.
Membre de l’Académie française, il laisse une œuvre importante faite de nombreux discours politiques, une Vie de sainte Élisabeth de Hongrie écrite à 23 ans, une histoire des « Moines d’Occident », et une abondante correspondance échangée avec des personnalités marquantes de son temps tels que Balzac, Michelet, Victor Hugo, Lamartine, etc.
- Yves Afonso acteur français né en 1944 à Saulieu, y a passé son enfance.

### Héraldique
| Blason de La Roche-en-Brenil | Blason  | Coupé : au 1er de gueules à la double barrière d'argent passée en sautoir, au 2e d'azur à la champagne de sinople, au rocher d'argent à dextre et à l'arbre de sinople fûté d'argent à senestre, brochants. |
| Blason de La Roche-en-Brenil | Détails | Le statut officiel du blason reste à déterminer. |